# دلفيكا

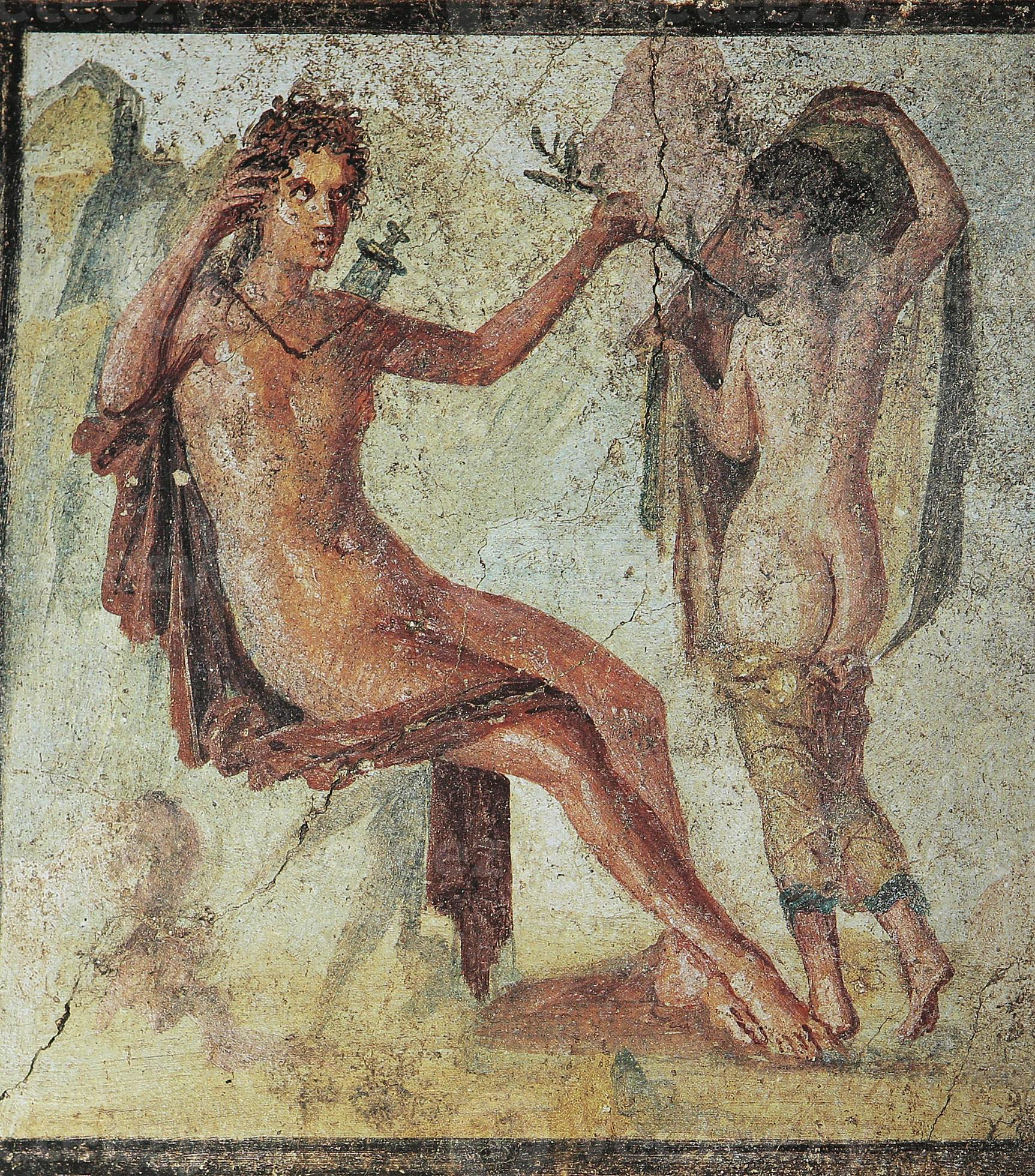
«أبولو ودافني» لوحة جدارية من القرن الأول الميلادي من بومبي

دلفيكا (بالفرنسية: Delfica)‏ هي قصيدة للكاتب الفرنسي جي أوكرارد دي نيرفال، ونُشرت لأول مرة في عام 1845.